# Desmotes incomparabilis
Desmotes incomparabilis är en vinruteväxtart som först beskrevs av Riley, och fick sitt nu gällande namn av J.A. Kallunki. Desmotes incomparabilis ingår i släktet Desmotes och familjen vinruteväxter. Inga underarter finns listade i Catalogue of Life.